# Frank Puaux
Pour les articles homonymes, voir Puaux.
Jean Alexandre Frank Puaux, né le 26 novembre 1844 à Luneray et mort le 11 avril 1922, est un pasteur, théologien et historien du protestantisme français. Il est président de la Société de l'histoire du protestantisme français, et cofondateur du musée du Désert.

## Biographie
Frank Puaux est le fils de François Puaux (1806-1895), d'abord avocat à Largentière, puis notaire à Vallon-Pont-d'Arc, avant de devenir pasteur à Luneray, Rochefort puis Mulhouse,,, et de Marie Mathilde Léorat. Il est le frère de Julie Siegfried, présidente d’œuvres en faveur des femmes et de Louise Puaux. Il épouse Gabrielle-Anna Mallet (1854-1919), qui est particulièrement active dans le milieu réformateur féminin. Gabrielle Puaux est notamment présidente de l'Œuvre de la Chaussée du Maine et secrétaire générale de la section française de l'Union internationale des amies de la jeune fille.
Frank Puaux fait ses études à la faculté de théologie protestante de l'université de Genève et à la faculté de théologie protestante de Strasbourg, et soutient, en 1868, à la faculté de théologie protestante de Montauban, une thèse de baccalauréat intitulée Polycarpe, évêque de Smyrne, essai critique. Il est ensuite pasteur à l'église française de Stockholm (1868-1871). Il soutient une thèse de licence intitulée Les précurseurs français de la tolérance au XVIIe siècle le 16 décembre 1880,  à la faculté de théologie protestante de Paris, où il est nommé professeur-adjoint en 1882.
Il est président de la Société de l'histoire du protestantisme français (1909-1922) et cofondateur du musée du Désert, avec Edmond Hugues en 1911, dans la maison natale du chef camisard Rolland, au mas Soubeyran, sur la commune de Mialet, dans le Gard. Il prononce une allocution lors de l'inauguration du musée, le 24 septembre 1911, en compagnie de Edmond Hugues et du pasteur Charles Babut.
Il est directeur de la Revue chrétienne et des Annales de bibliographie théologique. Il est membre de la Société de l'histoire de Paris et de l'Île-de-France (1883-1888) et de la Société des amis des monuments parisiens (1898-1900).

## Publications
- Études sur la révocation de l'édit de Nantes, avec Auguste Sabatier, Paris, Grassart, 1886
- Les précurseurs français de la tolérance au XVIIe siècle, 1881 (rééd. sous le titre L'invention de la tolérance. Les philosophes du refuge au XVIIe siècle, éd. Ampelos 2008).

## Distinctions
- 1914 :  Officier de la Légion d'honneur[8]